# Соасон (графство)
Графство Соасон (на немски: Grafschaft Soissons, на френски: Comtè de Soissons) със столица Соасон е френско графство, съществувало от края на IX век.

## История на графството
Първият достоверно известен владетел на Соасон е Херберт I дьо Вермандоа, който управлява графството между 886 и 898 г. След смъртта му то е в ръцете на неговия наследник граф Херберт II дьо Вермандоа, един от най-големите феодали в Западнофранкското кралство през втората четвърт на X век. Той успява да концертира в ръцете си огромни притежания, които след смъртта му са разделени между синовете му. Съдбата на Соасон е неизвестна. През 966 г. като граф на Соасон се споменава някой си Велдрик, а през 969 г. - Ги I, който в един от документите от юни 974 г. е посочен като син на граф Херберт II. За последно той се споменава през 986 г.
След смъртта на граф Ги I Соасон, вероятно чрез брак, преминава към графовете на Бар сюр Об: според коментарите към Acta Sanctorum относно живота на граф Симон дьо Валоа, вдовицата на Ги I – Аделиза се омъжва за Ношер I, граф на Бар сюр Об. Според друга версия, изложена в Europäische Stammtafeln, Аделиза не е вдовица, а дъщеря на Ги I, но не е известно на какви източници се основава тази хипотеза. След смъртта на граф Ношер Соасон е наследен от третородния му син Рено I, въпреки че има версия, основана на ономастични данни, че Рено I може би е син на граф Ги I. Рено I умира в началото на 1057 г., а единственият му син Ги II го надживява за кратко.
След смъртта на Ги II през 1057 г. Соасон е наследен от сестра му Аделиза, която е омъжена за Гийом Бюзак, един от синовете на граф Гийом I д'E. Неговият внук Рено III е постриган за монах през 1141 г. Той няма деца, затова завещава Соасон на Ив II дьо Нел, правнук на Гийом Бюзак.
През 1147 г. Ив III дьо Нел, като част от армията на Луи VII, участва във Втория кръстоносен поход. Той умира през 1178 г. без наследници. Соасон за първи път е наследен от племенника му Конон, син на Раул II – кастелан на Брюге, а след смъртта на Конон през 1180 г.– от по-малкият му брат Раул III.
Раул III, като част от армията на крал Филип II Август, участва в Третия кръстоносен поход, по време на който се отличава при обсадата на Акра. След завръщането си във Франция той се озовава в тесния кръг на краля, участвайки активно в борбата срещу Англия. По-късно участва в Албигойския кръстоносен поход, както и в потушаването на бунта на френските барони срещу Бланш Кастилска, регентка на Франция на непълнолетния Луи IX. Раул умира през 1235 г. и е наследен от най-големия си син Жан II дьо Нел Добрият/Заекващият. Той е близък сътрудник на крал Луи IX, присъединявайки се към Шестия кръстоносен поход през 1248 г., по време на който е заловен през 1250 г., но скоро е освободен и се връща във Франция. През 1265 г. Жан участва в завладяването на Сицилия от Шарл I Анжуйски, а през 1270 г. се присъединява към Луи IX в Седмия кръстоносен поход, при завръщането си от който умира.
Потомците на Жан II управляват Соасон до началото на XIV век. След смъртта на граф Хю дьо Нел графството е наследено от единствената му дъщеря Маргарита, която се омъжва за Жан дьо Ено, господар на Бомон, брат на графа на Ено (Хегенау) Вилхелм I Добрият. След смъртта ѝ Соасон преминава чрез бракове у различни династии. През 1367 г. граф Ги II дьо Блоа-Шатийон, който според резултатите от Договора от Бретини е един от заложниците в Англия, неспособен да плати откупа за себе си, е принуден да даде Соасон на краля на Англия Едуард III, който го дава на своя зет Анжеран VII дьо Куси. Дъщерята на Анжеран – Мария I дьо Кюси, която се нуждае от средства, за да води съдебни дела за наследство с мащехата си, продава графството на херцог Луи I Орлеански през 1404 г.
През август 1413 г. синът на Мария дьо Кюси – Роберт дьо Бар, като компенсация за загубата на Херцогство Бар, което, заобикаляйки правата му, е прехвърлено на чичо му Едуард III, получава титлата „Граф на Марле“, както и част от Графство Соасон с графската титла. Останалата част от графството остава във владение на Шарл Орлеански, а след като неговият син Луи става крал на Франция през 1498 г. под името Луи XII, то е присъединено към кралските владения.
Дъщерята на Робер дьо Бар – Жана, през 1435 г. се омъжва за Луи Люксембургски, който е един от най-могъщите благородници на Франция по времето на управлението на Луи XI. Като зестра тя носи Соасон и Марл. През 1475 г. Луи е екзекутиран, но титлите „Граф на Соасон и Марл“ са върнати на сина му Пиер през 1376 г.
През 1487 г. Соасон преминава чрез брак у Франсоа Бурбон, граф на Вандом. По-късно Соасон става част от владенията на първия принц на Конде Луи I Бурбон-Конде, след чиято смърт графството с редица други владения е наследен от един от по-малките му синове Шарл. Синът му Луи не оставя законни синове, така че през 1641 г. Соасон е наследен от Томас Савойски, принц на Кариняно, който е женен за сестрата на Луи – Мария Бурбон-Соасон.
Представителите на Савоя-Каринян управляват Графство Соасон до 1734 г., когато последният граф Евгений Савойски умира бездетен. След това графството е присъединено към владенията на краля на Франция.

## Графове на Соасон

### Каролинги
Хумбертини
- 886-898: Херберт I (* 840/850, † 900/907), внук на Бернард, господар на Перон, Санлис и Сен Кантен, граф на Вермандоа (896), Мо и Мадри (888-889), граф на Соасон
- 900/907-943: Херберт II (* ок. 880, † 23 февруари 943), граф на Вермандоа, Мо и Соасон, син на предходния

Неизвестна династия
- 966: Валдрик († сл. 966)

Хумбертини (?)
- пр. 969-сл. 986: Ги I († сл. 986), вероятен син на Херберт II
- сл. 986-?: Аделиза, графиня на Соасон, вдовица или дъщеря на предходния
- ок. 992: вероятен регент на Соасон Ношер I († сл. 1011), граф на Бар сюр Об, 1005-1019, втори съпруг на предходната

Династия Бар сюр Об
- ?-сл. 1011:  Ношер I († сл. 1011), граф на Бар сюр Об, граф на Соасон ок. 992
- ?-1057: Рено I (* 985/992, † 1057), син на Аделиза и предходния или на Аделиза и Ги I
- 1057: Ги II († 1057), граф на Соасон, син на предходния
- 1057-?: Аделаида (ок. † 1105), графиня на Соасон, сестра на предходния; ∞ Гийом Бюзак († ок. 1076), граф на граф на Е, граф на Соасон

### Дом Нормандия (Ролониди)
- 1057-ок. 1076: Гийом Бюзак (* пр. 10025, † ок. 1076/1077), граф на Е, граф на Соасон 1057 като съпруг на предходната.
- ок. 1076-1099: Рено II († ок. 1099), граф на Соасон, син на предходния
- 1099-1118: Жан I († 1118), 5-и граф на Соасон, брат на предходния
- 1118-1141: Рено III († сл. 1141), 6-и граф на Соасон, син на предходния, става духовник 1141 г. и дава трона на Ив II от Нел

### Дом Нел
- 1141 - 1178: Ив II (III) дьо Нел Стари († август 1178), господар на Нел и на Фалви след 1125, 7-и граф на Соасон от 1141 г., правнук на Гийом Бюзак, братовчед на предходния
- 1178 - 1180: Конон († 1180), кастелан на Брюге от 1153/1160, 8-и граф на Соасон от 1178, племенник на предходния, син на Раул II дьо Нел, кастелан на Брюге
- 1180 - 1235: Раул I Добрия (Раул III дьо Нел) († 4 януари 1235), 9-и граф на Соасон от 1180 г., кастелан на Нойон от 1184, по-малък брат на предходния и племенник на Ив II.
- 1235 - 1270/1272: Жан II Заекващия (* ок. 1224, † 1270/февруари 1272), 10-и граф Соасон от 1235, граф на Шартър 1235-1270, син на предходния и на втората му съпруга Йоланда.
- 1270/1272 - 1284: Жан III (* ок. 1240, † 1284), 11-ти граф на Соасон 1270/1272, господар на Шиме, син на предходния и на Мария
- 1284 - 1289: Жан IV (* ок. 1260, † 1289), 12-ти граф на Соасон, господар на Шиме пр. 1286, син на предходния и на Маргарита
- 1289 - 1298: Жан V (* 21 март 1281, † 1298), 13-ти граф на Соасон, господар на Шиме от 1289, син на предходния и на Маргарита
- 1298 - пр. февр. 1306: Хю († пр. февруари 1306), 14-ти граф на Соасон, господар на Шиме от 1298, брат на предходния
- пр. февр. 1306 - 1344: Маргарита (* ок. 1306, † 1350), 15-та графиня на Соасон, господарка на Шиме пр. 1306, дъщеря на предходния и Жана д'Аржие, ∞ пр. 23 януари 1317 за Жан дьо Ено (* ок. 1288, † 11 март 1356), господар на Бомон

### Дом Авен-Ено
- 1344-1350: Жана дьо Ено (* 1323, † 16/31 декември 1350), 16-та графиня на Соасон и господарка на Шиме от 1350, дъщеря на предходния и на Маргарита дьо Нел-Соасон, ∞ 1. 5/10 ноември 1336 за Луи I дьо Блоа-Шатийон († 1346), граф на Блоа и Дюноа от 1342; 2. пр. 13 февруари 1348 за Гийом I Богатия (* 1324, † 1 октомври 1394), маркграф на Намюр от 1337.

### Дом Блоа-Шатийон
- 1350 - 1367: Ги II дьо Блоа-Шатийон († 22 декември 1397), 17-ти граф на Соасон през 1350-1367, граф на Блоа и Дюноа от 1381, син на предходния и Лудовика I дьо Блоа. Без наследници, през 1367 г. е принуден да даде Соасон на английския крал Едуард III, който го дава на Анжеран VII дьо Куси.

### Дом Гент: клон на господарите на Куси
- 1367 - 1397: Анжеран VII дьо Куси (* ок. 1339, † 18 ноември 1397), господар на Куси, Марл, Ла Фер д'Оази, Креси сюр Сер и Монмирел от 1346, граф на Бедфорд 1366-1377, 18-ти граф на Соасон от 1367
- 1397 - 1404: Мария I дьо Кюси (* април 1366, † 1405), господарка на Куси и на Ла Фер д'Оази от 1397, 19-та графиня на Сoасон. През 1404 г. продава Соасон на Луи I Орлеански. ∞ 6 ноември 1383 за Анри дьо Бар (* ок. 1362/1367, † ноември 1397/1398), господар на Марл и маркграф на Понт а Мусон

### Дом Валоа: клон Орлеан
- 1404 - 1407: Луи I Орлеански (* 13 март 1372, † 23 ноември 1407), херцог на Орлеан от 1392 г., граф на Бомон и на Шато Тиери, херцог на Турен от 1386 г., херцог на Валоа, граф на Ангулем от 1394, граф на Перигор от 1400, граф на Дре от 1401, 20-ти граф на Соасон от 1404.
- 1407 - 1413: Шарл Орлеански (* 24 ноември 1394, † 5 януари 1465), херцог на Орлеан от 1407, херцог на Валоа и граф на Ангулем, 21-ви граф на Соасон през 1407-1412, граф на Блоа, Дрю и Кортене, син на предходния

### Дом Скарпон(Монбелиарски дом)
- 1413 - 1415: Робер дьо Бар (* ок. 1390, † 25 октомври 1415), господар на Марл от 1397/1398, граф на Марл, 22-ри граф на Соасон от 1413, син на Анри дьо Бар и Мария дьо Куси
- 1415 - 1462: Жана (* 1415, † 14 май 1462), графиня на Соасон, графиня на Марл от 1415 г., дъщеря на предходния, ∞ 16 юли 1435 за Луи Люксембургски (* 1418, † 1475), граф на Сен Пол и на Лини, конетабъл на Франция

### Дом Валоа-Орлеан
- Луи XII (* 27 юни 1462, † 1 януари 1515), син на Шарл Орлеански, херцог на Орлеан 1466, граф на Соасон, крал на Франция 1498 като Луи XII
- Клод Френска (* 13 октомври 1499, † 20 юли 1524), графиня на Соасон 1505, херцогиня на Бретан 1514, дъщеря на предходния, ∞ за Франсоа I, крал на Франция (1515 - 1547).

Купената от Луи Орлеански част от Графство Соасон e включена във владенията на краля на Франция.

### Дом Люксембург-Лини
- 1435 - 1476: Жан Люксембургски (* 1418, † 22 юни 1476), граф на Сен Пол, Бриен и Конверсано от 1433, граф на Гиз и на Лини от 1471, граф на Соасон и на Марл от 1435, Конатабъл на Франция от 1465 г.
- 1476 - 1482: Пиер II Люксембургски (* ок. 1440, † 25 октомври 1482), граф дьо Сен Пол и дьо Бриен от 1475 г., граф дьо Суасон и дьо Марл от 1476 г., син на предишния
- 1482 - 1534: Мария Люксембургска (* ок. 1472, † 1 април 1546), графиня на Сен Пол, на Марл и на Соасон от 1482, господарка на Конде, дъщеря на предходния; ∞ 1460 за Жак Савойски (* 2 ноември 1450, † 30 януари 1486), граф на Ромон, барон на Во, 2. 1487 за Франсоа Бурбон-Вандом (* 1470, † 2 октомври 1495), граф на Вандом

### Бурбони: клон Вандом
- 1487 - 1495: Франсоа Бурбон-Вандом (* 1470, † 2 октомври 1495), граф на Вандом от 1478, граф на Сен Пол, Марл и Соасон от 1487, съпруг на предходната
- 1495 - 1537: Шарл IV (* 2 юни 1489, † 25 март 1537), граф на Вандом 1495-1514, граф на Соасон и Марл от 1495, херцог на Вандом от 1514, син на предходния
- 1537 - 1557: Жан I Бурбон-Конде (* 6 юли 1528, † 1 август 1557), 26-ти граф на Соасон, Марл, Анген от 1537, херцог на Естутвил и граф на Сен Пол от 1557, син на предходния
- 1557 - 1569: Луи I Бурбон-Конде (7 май 1530 - 13 март 1569), принц на Конде от 1546 г., 27-и граф на Соасон, граф на Марл и Анген от 1557, херцог на Анген, брат на предходния
- 1569 - 1612: Шарл Бурбон-Соасон (* 3 ноември 1566, † 1 ноември 1612), 28-ми граф на Соасон, граф на Марл, Дрю и Клермон от 1569, син на предходния
- 1612 - 1641: Луи Бурбон-Соасон (* 1 май 1604, † 6 юли 1641), 20-ти граф на Соасон, граф на Марл, Дрю и Клермон от 1612, син на предходния
- 1641 - 1656: Мария Бурбон-Соасон (* 3 март или 3 май 1606, † 3 юни 1692), 30-та графиня на Соасон, графиня на Марл, Дрьо и Клермон от 1641, сестра на предходния; ∞ 14 април 1625 за Томас Франциск Савойски (* 21 декември 1595, † 22 януари 1656), принц на Каринян

### Дом Савоя: клонСавоя-Каринян
- 1641 - 1656: Томас Франциск Савойски (* 21 декември 1595, † 22 януари 1656), принц на Каринян от 1620, граф на Соасон и Дрьо от 1641 като съпруг на предходната
  - 1646 / 1650 - 1656: Йосиф Емануил (* 24 юни 1631, † 4 януари 1656), титулярен граф на Соасон[5] от 1646/1650, син на предходния
  - 1656 - 1673: Евгений Маврикий (* 2 май 1635, † 6 юни 1673), 31-ви граф на Соасон, граф на Дрьо от 1656, брат на предходния, баща на Евгений Савойски, както и родоначалник на кадетската линия Савоя-Каринян-Соасон и основател на Херцогство Каринян (Ивой)
- 1673 - 1702: Лудвиг Томас (* 15 декември 1657, † 14 август 1702), 32-ри граф на Соасон от 1673, син на предходния
- 1702 - 1729: Емануил Томас (* 8 декември 1687, † 28 декември 1729), 33-ти граф на Соасон от 1702, син на предходния
- 1729 - 1734: Евгений Йоан Франциск (* 23 септември 1714, † 24 ноември 1734), 34-ти граф на Соасон от 1729, херцог на Тропау, син на предходния

Френските части на Графство Соасон отиват през 1734 г. у френската короната.